# Martin Lauret

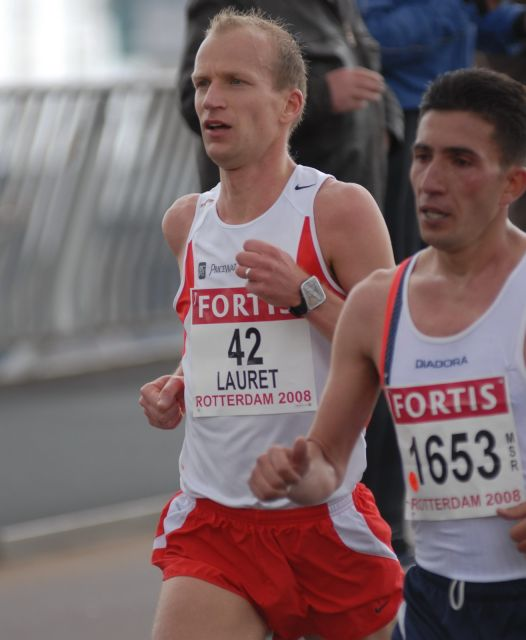
Martin Lauret (links) beim Rotterdam-Marathon 2008

Martin Lauret (* 27. Oktober 1971 in Terneuzen) ist ein niederländischer Langstreckenläufer.
1998 und 1999 gewann er die niederländischen Meisterschaften im 10.000-Meter-Lauf. In den folgenden Jahren hatte er jedoch immer wieder mit Achillessehnenproblemen zu kämpfen und wurde deswegen mehrfach operiert.
2005 debütierte er in Amsterdam auf der Marathondistanz mit einer Zeit von 2:20:49 h. Beim Rotterdam-Marathon belegte er 2007 den 16. und 2008 den 21. Platz, wobei er seine Bestleistung bis auf 2:19:09 h steigern konnte.
2008 siegte Martin Lauret bei der Vattenfall-City-Nacht (10 km) am 2. August in Berlin in 29:07 min. Außerdem feierte er seinen bisher größten internationalen Erfolg, als er am 12. Oktober beim Chicago-Marathon in persönlicher Bestzeit von 2:15:10 überraschend als Vierter das Ziel erreichte.
2009 gewann er erneut bei der Vattenfall-City-Nacht und wurde bei den Tilburg 10 km als Gesamtsechster niederländischer Meister im 10-km-Straßenlauf.
Martin Lauret ist 1,78 m groß und wiegt 65 kg. Er startet für die AV Castricum.

## Persönliche Bestzeiten
- 3000 m: 7:54,17 min, 18. Juni 1999, Rhede
- 5000 m: 13:42,24 min, 20. Juni 2008, Heusden
- 10.000 m: 28:09,96 min, 30. Mai 1999, Hengelo
- Halbmarathon: 1:03:17 h, 27. März 1999, Den Haag
- Marathon: 2:15:10 h, 12. Oktober 2008, Chicago